# Ricardo Iniesta
Ricardo Iniesta García (Úbeda, 3 de abril de 1956) es un director teatral y dramaturgo español. En 1983 fundó el grupo de teatro Atalaya con quien ha dirigido una treintena de espectáculos que han recorrido 45 países de la totalidad de los continentes y obtenido el Premio Nacional de Teatro en 2008. A título personal ha recibido más de veinte premios, algunos de ellos de carácter internacional, en la mayoría de los casos por la dirección escénica, pero en algunos casos como adaptador y como escenógrafo. Es fundador y director del Centro Internacional de Investigación Teatral TNT, de Sevilla.

## Biografía
En 1974 toma parte como actor en el grupo universitario madrileño La Guadaña con el que realiza giras de teatro agitprop por varias regiones españolas. Es detenido por la policía política, encarcelado y puesto en libertad. Tras aparcar sus estudios de Arquitectura e Historia en Madrid para militar en la clandestinidad política antifranquista, retoma en 1977 la vocación teatral. Entra a formar parte —como actor y organizador— del grupo madrileño Lejanía. 
Puso en marcha el Encuentro Internacional de Teatro de Calle de Madrid que acogería entre 1981 y 1983 más de medio centenar de grupos teatrales europeos entre los que destaca el Odin Teatret de Dinamarca -que ejercerá una notable influencia en su trayectoria teatral- dirigido por Eugenio Barba, con quien mantiene un estrecho vínculo desde hace cuatro décadas. En 1983 se traslada a Sevilla donde funda Atalaya Teatro y organiza la CITA en Sevilla, con la presencia, entre otros creadores, de Tadeusz Kantor, que se convertirá en otro de sus referentes. 
En 1994 crea TNT —Territorio de Nuevos Tiempos— un «espacio para la creación e investigación escénica», que será el germen del Centro Internacional de Investigación Teatral TNT, el cual abriría sus puertas en Sevilla en octubre de 2008 con la Muestra Internacional de Teatro de Investigación, MITIN. Este festival y el CENIT —Certamen de Nuevos Investigadores Teatrales— se celebran cada año bajo su dirección, junto a otros cinco eventos anuales que se incluyen en la programación de TNT. 
Uno de los principales logros del Centro TNT lo representa el trabajo con sectores en riesgo de exclusión social; el primer fruto sería La casa de Bernarda Alba, interpretada por ocho mujeres de etnia gitana sin alfabetizar que habitan en El Vacie, el poblado chabolista más antiguo de Europa, que ha supuesto un acontecimiento insólito en el panorama teatral español y ha tenido su continuidad con Fuenteovejuna; otro sector excluido por el que apuesta TNT es el de los refugiados y menores no acompañados, colectivos con los que ha llevado a cabo diversos programas de la Unión Europea.
Otro de los logros de TNT es el Laboratorio de Investigación Teatral que cumple 30 años en 2025 convertido en referente de la formación e investigación escénica en España; en este tiempo han impartido su enseñanza 140 maestros y pedagogos procedentes de 37 países de todo el mundo y buena parte de las tradiciones teatrales. Cada año son seleccionados una veintena de actores profesionales que trabajan durante medio año con el equipo pedagógico estable formado por 11 actores de Atalaya, además de varios maestros internacionales invitados, con la coordinación y dirección del propio Ricardo Iniesta.

## Obras de teatro dirigidas
| Año  | Obra                               | Autor                                             |
| ---- | ---------------------------------- | ------------------------------------------------- |
| 2025 | El rey se muere                    | Ionesco                                           |
| 2024 | Divinas palabras                   | Valle-Inclán                                      |
| 2022 | Esperando a Godot                  | Samuel Becket                                     |
| 2021 | El Avaro de Moliere                | Adaptación de la obra de Moliere                  |
| 2020 | Elektra.25                         | Diversos autores clásicos y contemporáneos        |
| 2018 | Rey Lear                           | Shakespeare                                       |
| 2016 | Así que pasen cinco años           | Lorca                                             |
| 2015 | Marat/Sade                         | Peter Weiss                                       |
| 2013 | Madre Coraje                       | Bertolt Brecht                                    |
| 2012 | Celestina, la Tragicomedia         | Fernando de Rojas                                 |
| 2010 | Ricardo III                        | Shakespeare                                       |
| 2008 | Ariadna                            | Marina Tsvietaieva, Nietzsche y Carlos Iniesta    |
| 2007 | A solas con Marilyn                | Alfonso Zurro                                     |
| 2006 | La ópera de tres centavos          | Bertolt Brecht                                    |
| 2004 | Medea, la extranjera               | Eurípides, Séneca, Heiner Müller, Grillparzer ... |
| 2002 | El público                         | Lorca                                             |
| 2000 | Exiliadas, cantata para un siglo   | Borja Ortiz de Gondra                             |
| 1998 | Divinas palabras                   | Valle-Inclán                                      |
| 1996 | 'Elektra'                          | Sófocles, Hugo von Hofmannsthal, Heiner Müller... |
| 1994 | Así que pasen cinco años           | Lorca                                             |
| 1993 | La oreja izquierda de Van Gogh     | Antonio Álamo                                     |
| 1992 | Descripción de un cuadro           | Heiner Müller                                     |
| 1991 | Espejismos                         | José Manuel Olivero                               |
| 1990 | Hamletmaschine                     | Heiner Müller                                     |
| 1988 | La rebelión de los objetos         | Maiakovski                                        |
| 1986 | Así que pasen cinco años           | Lorca                                             |
| 1985 | Pa jartarse de reí (situ-acciones) | Colectivo                                         |
| 1984 | El Jardín de las Hespérides        | Colectivo                                         |

En 1998, el coreógrafo y bailaor Mario Maya le encargó la dirección escénica del espectáculo De Cádiz a La Habana, la mar de Flamenco que se estrenaría en la Bienal de flamenco de Sevilla en dicho año.
Ha impartido talleres para actores y directores en un buen número de ciudades españolas, así como en China, Bolivia, Argentina, Australia, Venezuela, Cuba, Gran Bretaña, Portugal y Colombia. Ha publicado artículos y ensayos en diversos medios andaluces y estatales, entre ellos El País, El Correo de Andalucía, ADE, ARTEZ, Yesca y Primer Acto. Dirige, desde 1995, el Laboratorio Internacional de TNT, por el que han pasado -en las 18 ediciones celebradas- más de un centenar de pedagogos procedentes de la mayor parte de las tradiciones teatrales del mundo. Ha diseñado el espacio escénico y la iluminación de la mitad de los espectáculos de Atalaya. En 2004 organizó por vez primera en España la ISTA -International School of Theatre Antropology-, dirigida por Eugenio Barba, su maestro por excelencia.
Ha realizado las adaptaciones y versiones de Ricardo III y Rey Lear de Shakespeare, de Celestina, la Tragicomedia de Fernando de Rojas, de Madre Coraje de Bertolt Brecht, El Avaro de Moliere, Divinas palabras de Valle-Inclan y de Marat/Sade de Peter Weiss. Como director de escena es miembro de la ADE desde 1987 y como adaptador es socio de la SGAE. En 2014 se constituye la Academia de las Artes Escénicas de España, de la que será miembro fundador. En 2015 recibe el encargo de estrenar en el Centro Dramático Nacional una nueva versión de Así que pasen cinco años, coproducción del propio CDN con Atalaya Teatro que lideraría el «ranking» de la crítica madrileña en abril de 2016. En 2017 dirige Río sin Fronteras un macrofestival escénico de teatro comunitario enmarcado en «Caravan Next» -programa cultural de la Unión Europea, coliderado por Atalaya/TNT- en el que tomarían parte 50 colectivos ciudadanos de Sevilla.
Ha publicado colaboraciones o artículos en diversas revistas y diarios como El País, El Correo de Andalucía, Primer Acto, ADE, Artescénicas, Las Puertas del Drama, Yesca,... y recopilado y preparado el libro Atalaya, 25 años buscando utopías publicado por la Junta de Andalucía en 2008.
El Ayuntamiento de Úbeda, que le entregó el Premio de Teatro en 2009, pondría su nombre en 2010 a la Escuela Municipal de Teatro; la misma destaca -bajo la dirección de Nati Villar- por su fuerte apuesta hacia el teatro como herramienta para la inclusión social recibiendo en 2020 el Premio Max de carácter social.
En 2022 codirigió con Félix Vázquez El abrazo del Tiempo, película/documental producida por Atalaya con motivo de su 40º aniversario, que se estrenó el 6 de noviembre en el XIX Festival Europeo de Cine de Sevilla en el Teatro Alameda de Sevilla. El filme se ha presentado en teatros, cines, filmotecas y escuelas de arte dramático de una treintena de ciudades españolas.

## Premios (selección)
- Premio Nacional de Teatro, 2008..[2]
- Premio Mejor dirección escénica. Festival Internacional de Quebec (Canadá) por Celestina, la Tragicomedia 2017
- Premio Valle-Inclán por Divinas palabras, 2011

- Premio Teatro Rojas. Ricardo III Toledo 2010
- Premio Artes Escénicas de la Junta de Andalucía
- Premio Festival Internacional de Cazorla. 2010
- Premio El Público. La Opera de 3 centavos. Canal Sur 2009
- Premio Ciudad de Ubeda. 2009
- Premio a la Proyección Internacional de Sevilla. Iniciativa Sevilla Abierta. 2021
- Premio Ciudad de Palencia a la mejor dirección: El Avaro de Moliere 2023[3], Marat/Sade 2016, Madre Coraje 2014 y Exiliadas 2002 .
- Premio Lorca a la mejor dirección de escena andaluza: Esperando a Godot 2025, Rey Lear 2019, Marat/Sade 2016, Madre Coraje 2014
- Premio Lorca a la mejor adaptación teatral andaluza: Ricardo III 2024, Rey Lear 2019[4] y Ricardo III 2024.
- Premio Escenarios de Sevilla a la mejor dirección de escena: Esperando a Godot 2024, El Avaro de Moliere 2022, Rey Lear 2019, Marat/Sade 2017, Celestina, la Tragicomedia 2014.
- Premio Escenarios de Sevilla a la mejor escenografía: Elektra.25 2021.[5]
- Premio Escenarios de Sevilla a la mejor adaptación teatral: Esperando a Godot 2024
- Premio Mejor dirección de escena del teatro andaluz. Feria del Sur: Medea la extranjera 2004 y Divinas palabras 1998.
- Premio Mejor espacio sonoro del teatro andaluz. Feria del Sur: Medea 2004
- Premio Ercilla a la Mejor creación dramática: Divinas palabras, 1998.

Con Atalaya ha obtenido otros 20 premios al mejor espectáculo en diversos ámbitos y eventos nacionales e internacionales, entre los que destacan el del Festival Internacional de Moscú y el Festival Internacional de Quebec (Canadá), así como la Medalla de la Ciudad de Sevilla, otorgada por el ayuntamiento en 2018. Fue nombrado «embajador internacional» de los Temporales Teatrales de Puerto Montt, Chile en 2007. En 2015 la Feria de Teatro del Sur le realizó un homenaje destacando su carácter «inconformista y perfeccionista» y su «obsesión por la investigación».